# Медовиков, Аркадий Васильевич
Аркадий Васильевич Медовиков (20 сентября 1937 года, поселок (ныне урочище) Мелкое, Кизеловский район, Пермская область, РСФСР, Советский Союз — 2 июля 2008 года, Магнитогорск, Челябинская область, Российская Федерация) — советский рабочий-металлург, старший вальцовщик листопрокатного цеха № 3 Магнитогорского металлургического комбината. Герой Социалистического Труда (1981).

## Биография
Родился 20 сентября 1937 года в селе Мелкое Кизеловского района Пермской области (ныне — территория Александровского р-на, Пермский край).
Окончил восьмилетнюю школу в родном селе, затем работал чокеровщиком в Лысьвенском леспромхозе Пермской области. Проходил службу в рядах Советской Армии, мобилизовался в 1959 году, после чего приехал в Магнитогорск.
В Магнитогорске Медовиков поступил в профессионально-техническое училище № 13, которое с отличием закончил в 1961 году, получил специальность вальцовщика-оператора прокатных станов. В том же году устроился на работу в листопрокатный цех № 3 Магнитогорского металлургического комбината.
Первоначально работал помощником вальцовщика на пятиклетовом стане, с 1962 года был назначен вальцовщиком, обучался под руководством многих известных металлургов, в том числе будущего директора ММК Леонида Радюкевича, а ещё через три года Медовиков стал старшим вальцовщиком. Работал в первой бригаде бригаду пятиклетевого стана, однако, в 1974 году Медовиков перешел в третью бригаду того же стана. Третья бригада была отстающей, за короткий срок Медовикову удалось наладить работу коллектива, за что он и был удостоен ордена Октябрьской Революции. Под началом Медовикова работала будущий Герой Социалистического Труда Александра Андреевна Цыба.
В 1978 году без отрыва от производства окончил Магнитогорский индустриальный техникум по специальности «техник-прокатчик».
Аркадий Медовиков подготовил много новых прокатчиков, два года (1969 и 1970) его бригада удостаивалась звания лучшей среди всех прокатчиков Советского Союза. Вышел на пенсию в 1992 году. Вёл активную общественную работу, был председателем совета бригадиров Магнитогорского металлургического комбината, был членом Всесоюзного центрального совета профессиональных союзов, был делегатом XV и XVI съездов профсоюзных съездов Советского Союза, избирался в районный комитет Орджонидзевского района Магнитогорска. Во второй половине 1980-х являлся председателем совета Всесоюзного добровольного общества борьбы за трезвость Магнитогорского металлургического комбината. Избирался депутатом Верховного Совета РСФСР 11-го созыва (1985—1990).
Аркадий Васильевич Медовиков был женат на Лидии Медовиковой, в браке у них родились сын и дочь. Умер 2 июля 2008 года, был похоронен 4 июля на Левобережном кладбище города Магнитогорска.

## Награды
- Герой Социалистического Труда (Указ Президиума Верховного Совета СССР 2 марта 1981 года, орден Ленина и медаль «Серп и Молот») — за выдающиеся производственные достижения, досрочное выполнение заданий десятой пятилетки и принятых социалистических обязательств по выпуску продукции, улучшению её качества, повышению производительности труда и проявленную трудовую доблесть[12]
- орден Октябрьской Революции (1976)[13]
- орден Трудового Красного Знамени
- медаль «В ознаменование 100-летия со дня рождения Владимира Ильича Ленина»[6]
- «Отличник социалистического соревнования МЧМ СССР»[6]
- «Победитель соцсоревнования 1973 года»[6]
- Почётный гражданин города Магнитогорска (2002)